# 10TP
10TP — польський колісно-гусеничний легкий танк кінця 1930-х років. Проєкт танка був створений наприкінці 1938 року, але так і не був завершений через початок Другої світової війни.

## Тактико-технічні характеристики
У дужках даються властивості для колісного ходу, перед дужками дано властивості для гусеничного ходу.
- Екіпаж: 4 особи
- Маса: 12,8 тонн
- Довжина: 540 см
- Ширина: 255 см
- Висота: 220 см
- Колісна база: 334 см
- Колія: 224 см
- Дорожній просвіт (кліренс): 40 см
- Діаметр колеса: 35 см
- Максимальна швидкість 
  - на гусеницях: 50 км/год
  - на колесах: 75 км/год
- Запас ходу: 210 км (130 км)
- Витрата палива : 110—150 л/км
- Питома потужність : 16,4 л. с./т
- Питомий тиск на ґрунт : 0,47 кг/кв.см
- Озброєння: 37-мм гармата Bofors wz. 37, боєзапас 80 снарядів
- Додаткове озброєння: 2× 7,92-мм кулемети Ckm wz.30, боєзапас 4500 патронів

## У іграх
- В онлайн грі World of Tanks є легким танком третього рівня польської гілки танків. У мобільній версії World of Tanks Blitz 10ТР є легким танком другого рівня